# Hagop Kevorkian
Hagop Kevorkian (Kayseri, mai 1880 - Paris 17e, 10 février 1962) est un archéologue, collectionneur et un expert en art asiatique américain d'origine arménienne.

## Biographie
Né en 1880 à Kayseri en Turquie ottomane, Hagop Kevorkian est diplômé du Robert College, un établissement américain ouvert à Constantinople ; avant 1900, il réside entre la capitale ottomane et Londres, où il fonde une société la « Hagop Kevorkian & Company ». En 1901, il reçoit l'ordre du Médjidié, la plus haute distinction de l'Empire ottoman. En mai 1902, il organise à Drouot une première vente aux enchères d'objets anciens comprenant des faïences de Perse, des bronzes, des manuscrits, des textiles. Il entreprend alors deux campagnes de fouilles, d'abord en Iran, à Sultanabad, en 1903, puis à Ray, cité médiévale située près de Téhéran, en 1907.
Jeune archéologue, il se constitue une importante collection d'objets de cette région, et devient un intermédiaire entre antiquaires et collectionneurs. En 1911, il organise à Londres une exposition de céramiques en lien avec les arts de l'Islam. En 1914, une exposition à New York, montre au public l'ensemble des objets découverts au cours de ses campagnes de fouille. Durant les années 1920, il confie la vente de certains de ses objets à la galerie newyorkaise Anderson. En 1927, il devient membre de l'American Oriental Society. En 1929, il se porte acquéreur d'un album calligraphié de l'époque de Shâh Jahân, aujourd'hui réparti entre le Metropolitan Museum (New York) et la Freer Gallery of Art (Washington DC). L'antiquaire et marchand Georges Demotte passa par lui pour certaines de ses acquisitions.
En 1953, il met en place à New York, un fond pour financer des campagnes de fouilles en Iran qui mène à la découverte de l'antique cité de Teppe Hasanlu.
Mort le 10 février 1962 à Paris, Hagop Kevorkian reste un important donateur d'antiquités orientales aux musées américains. Il a doté de fonds de recherches l'University of Pennsylvania Museum of Archaeology and Anthropology (Penn Museum). En 1966, le Hagop Kevorkian Center est inauguré, en lien avec le département du Moyen Orient de l'université de New York et comprend entre autres une importante bibliothèque de recherche. Au sein de l'université Columbia, dans le cadre des études iraniennes, la chaire Kervokian a été fondée en son honneur ; Hamid Dabashi en est l'actuel récipiendaire.